# Няямн Джукаєв
Няямн Джукаєв (калм. Нәәмн Җуукан, 1921 р., Цаган-Усн, Калмицька автономна область, РРФСР — 1997 р, Калмикія, Росія) — калмицький рапсод, сказитель калмицького епосу «Джангар», джангарчі, заслужений діяч культури Калмицької АРСР.

## Біографія
Няямн Джукаєв народився в 1921 році в селищі Цаган-Усн, Яшкульського району, Калмицької автономної області.
З червня 1940 по 1944 рр. брав участь в боях німецько-радянської війни. За участь у боях був нагороджений медаллю За відвагу". З середини 1945 року по березень 1956 року перебував на засланні в Сибіру. Після повернення до Калмикії працював на різних роботах.

## Творчість
Няямн Джукаєв навчався мистецтву джангарчі у свого дядька Дава Шавалієва. В репертуарі Няямна Джукаєва були дві пісні з «Джангара» — «Про Аля-Монхля» і «Про крадіжку коня Аранзала», які передав йому Дава Шавалієв.
Манера виконання пісень Няямном Джукаєвим, на відміну від речитативного і оповідного виконання Ееляна Овла і Дави Шаваліева, характеризувалася розспівами.
Пісні «Джангара» у виконанні Няямна Джукаєва були записані і в даний час зберігаються в архіві КІГІ.